# Semikówka

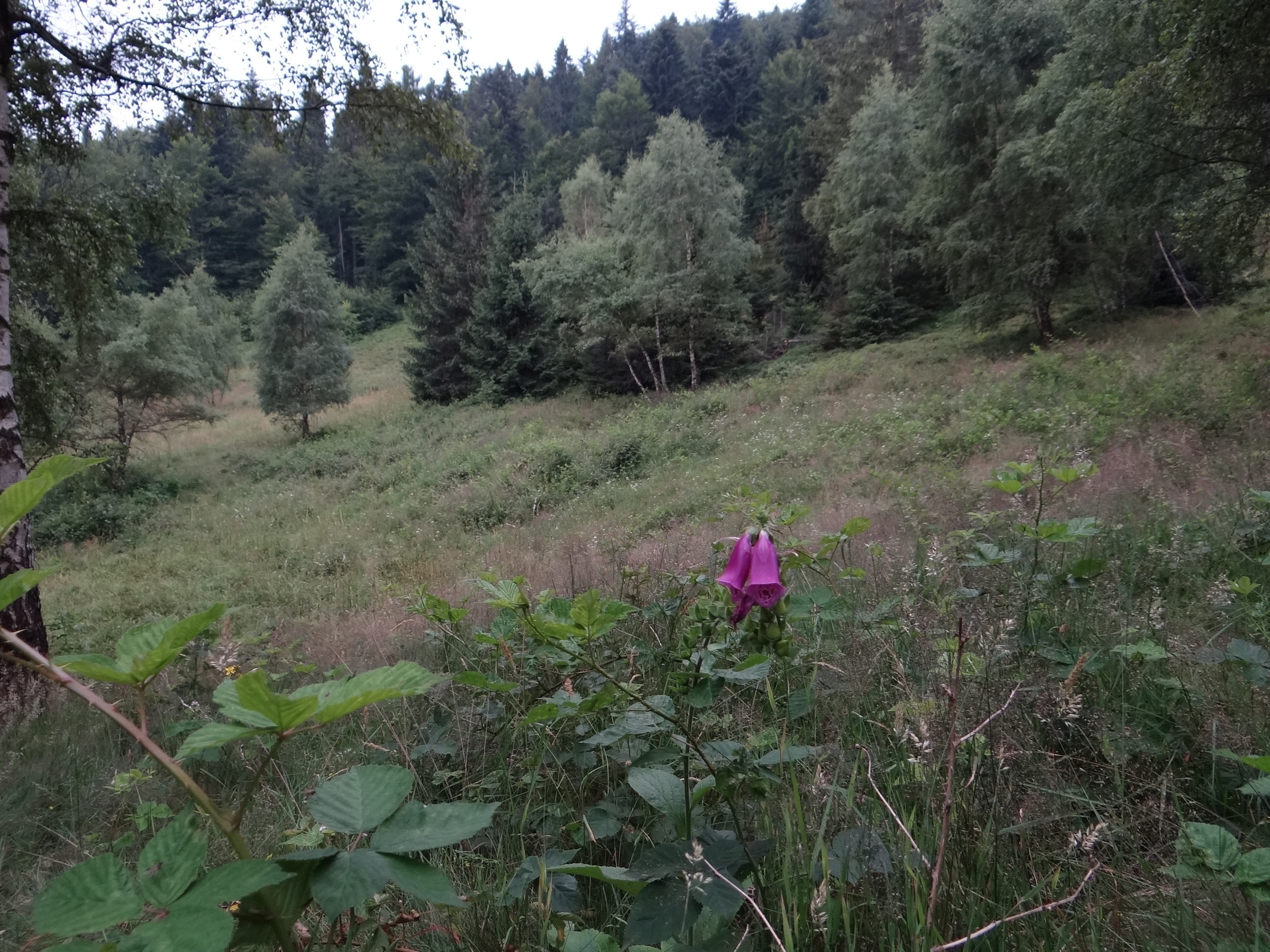

Semikówka lub Polana Semikowa – polana pod szczytem Leskowca w Beskidzie Małym. Znajduje się na wysokości około 780–810 m na południowych stokach tego szczytu, przy czerwonym szlaku turystycznym z Krzeszowa na Leskowiec. Dawniej, jak wszystkie tego typu polany była to hala pasterska. Z powodów ekonomicznych od dawna już jej wykorzystywanie rolnicze stało się nieopłacalne. Po zaprzestaniu koszenia i wypasu zaczęła zarastać lasem, obecnie jest już w końcowym etapie zarastania. Wiosną na polanie zakwitają krokusy, a nieco poniżej polany znajduje się źródełko.
Administracyjnie polana znajduje się w granicach wsi Targoszów w województwie małopolskim, w powiecie suskim, w gminie Stryszawa.
Szlak turystyczny
 Krzeszów – Harańczykowa Góra – Jaworzyna – Semikówka – schronisko PTTK Leskowiec. Czas przejścia: 3:10 h, 2:20 h